# Metalizer
Metalizer — третий студийный альбом шведской пауэр-метал-группы Sabaton, вышедший в 2007 году.

## Об альбоме
Metalizer был записан как дебютный ещё в 2002 году. Первый лейбл группы, Underground Symphony, откладывал его выпуск до продажи прав лейблу Black Lodge в 2005.

## Список композиций

### Диск 1
1. «Hellrider» (про Призрачного Гонщика)
2. «Thundergods»
3. «Metalizer»
4. «Shadows» (про назгулов из «Властелинов колец»)
5. «Burn Your Crosses» (про эпоху Ренессанса)
6. «7734»
7. «Endless Nights»
8. «Hail to the King»
9. «Thunderstorm»
10. «Speeder»
11. «Masters of the World»
12. «Jawbreaker» (бонус на специальном издании альбома; кавер-версия песни Judas Priest)

### Диск 2
1. «Introduction»
2. «Hellrider»
3. «Endless Night»
4. «Metalizer»
5. «Burn Your Crosses»
6. «The Hammer Has Fallen»
7. «Hail to the King»
8. «Shadows»
9. «Thunderstorm»
10. «Master of the World»
11. «Guten Nacht»
12. «Birds of War» (Previously unreleased)

Re-Armed Edition
- Dream Destroyer
- Panzer Batallion (Demo Version)
- Hellrider (Live)

## Участники записи
- Йоаким Броден — вокал, клавишные
- Рикард Сунден — гитары
- Оскар Монтелиус — гитары
- Пэр Сундстрем — бас
- Даниэль Муллбак — ударные